# Liste des députés de la Guyane
Cet article dresse la liste des députés de la Guyane.

## Révolution
| Législature            | Député                         | Député                         | Député                         | Député                         |
| Législature            | Circonscription départementale | Circonscription départementale | Circonscription départementale | Circonscription départementale |
| ---------------------- | ------------------------------ | ------------------------------ | ------------------------------ | ------------------------------ |
| Convention nationale   | André Pomme dit l'Américain    | Montagne                       | Antoine Marie Charles Garnier  | Montagne                       |
| Conseil des Cinq-Cents | André Pomme dit l'Américain    |                                | Antoine Marie Charles Garnier  |                                |

## IIeRépublique
| Législature                      | Député                           | Député                              |
| Législature                      | Circonscription unique           | Circonscription unique              |
| -------------------------------- | -------------------------------- | ----------------------------------- |
| Assemblée nationale constituante | Jean-François Vidal de Lingendes | Il ne siège pas durant la mandature |
| Assemblée nationale législative  | Louis Dorville Jouannet          | Républicain modéré                  |

## IIIeRépublique
| Législature         | Député                                                                              | Député                                                                              |                                                                                     |
| Législature         | Circonscription unique                                                              | Circonscription unique                                                              | Notes                                                                               |
| ------------------- | ----------------------------------------------------------------------------------- | ----------------------------------------------------------------------------------- | ----------------------------------------------------------------------------------- |
| Assemblée nationale | Louis Marck                                                                         | Centre gauche                                                                       |                                                                                     |
| Ire                 | Siège supprimé par la loi du 30 novembre 1875, restitué par la loi du 8 avril 1879. | Siège supprimé par la loi du 30 novembre 1875, restitué par la loi du 8 avril 1879. | Siège supprimé par la loi du 30 novembre 1875, restitué par la loi du 8 avril 1879. |
| IIe                 | Gustave Franconie                                                                   | Groupe des députés républicains socialistes                                         | Élection partielle en 1879 pour pourvoir le siège vacant.                           |
| IIIe                | Gustave Franconie                                                                   | Groupe des députés républicains socialistes                                         |                                                                                     |
| IVe                 | Gustave Franconie                                                                   | Groupe des députés républicains socialistes                                         |                                                                                     |
| Ve                  | Gustave Franconie                                                                   | Groupe des députés républicains socialistes                                         |                                                                                     |
| VIe                 | Gustave Franconie                                                                   | Groupe des députés républicains socialistes                                         |                                                                                     |
| VIIe                | Henri Ursleur                                                                       | Parti républicain, radical et radical-socialiste                                    |                                                                                     |
| VIIIe               | Henri Ursleur                                                                       | Parti républicain, radical et radical-socialiste                                    |                                                                                     |
| IXe                 | Gustave Franconie                                                                   | Section française de l'Internationale ouvrière                                      |                                                                                     |
| Xe                  | Albert Grodet                                                                       | Parti républicain, radical et radical-socialiste                                    |                                                                                     |
| XIe                 | Albert Grodet                                                                       | Parti républicain, radical et radical-socialiste                                    |                                                                                     |
| XIIe                | Jean Galmot                                                                         | Non-inscrit                                                                         |                                                                                     |
| XIIIe               | Eugène Lautier                                                                      | Parti républicain, radical et radical-socialiste                                    |                                                                                     |
| XIVe                | Eugène Lautier                                                                      | Parti républicain, radical et radical-socialiste                                    |                                                                                     |
| XVe                 | Gaston Monnerville                                                                  | Parti républicain, radical et radical-socialiste                                    |                                                                                     |
| XVIe                | Gaston Monnerville                                                                  | Parti républicain, radical et radical-socialiste                                    |                                                                                     |

## Constituantes
| Législature | Député                 | Député                                           |
| Législature | Circonscription unique | Circonscription unique                           |
| ----------- | ---------------------- | ------------------------------------------------ |
| Ire         | Gaston Monnerville     | Parti républicain, radical et radical-socialiste |
| IIe         | Gaston Monnerville     | Parti républicain, radical et radical-socialiste |

## IVeRépublique
| Législature | Député                 | Député                                         |
| Législature | Circonscription unique | Circonscription unique                         |
| ----------- | ---------------------- | ---------------------------------------------- |
| Ire         | René Jadfard           | Section française de l'Internationale ouvrière |
| Ire         | Léon-Gontran Damas     | Section française de l'Internationale ouvrière |
| IIe         | Édouard Gaumont        | Rassemblement du peuple français               |
| IIIe        | Édouard Gaumont        | Républicains sociaux                           |

## VeRépublique
| Législature | Député                                             | Député                         |                                            |                                |
| Législature | Circonscription unique                             |                                |                                            |                                |
| Ire         | Justin Catayée                                     | PSG                            |                                            |                                |
| Ire         | Léopold Héder                                      | PSG                            |                                            |                                |
| IIe         | Léopold Héder                                      | PSG                            |                                            |                                |
| IIIe        | Hector Riviérez                                    | UNR                            |                                            |                                |
| IVe         | Hector Riviérez                                    | UDR                            |                                            |                                |
| Ve          | Hector Riviérez                                    | UDR                            |                                            |                                |
| VIe         | Hector Riviérez                                    | RPR                            |                                            |                                |
| VIIe        | Élie Castor                                        | PSG                            |                                            |                                |
| Législature | Circonscription départementale                     | Circonscription départementale | Circonscription départementale             | Circonscription départementale |
| VIIIe       | Élie Castor                                        | PSG                            | Paulin Bruné                               | RPR                            |
| Législature | Première circonscription                           | Première circonscription       | Deuxième circonscription                   | Deuxième circonscription       |
| IXe         | Élie Castor                                        | PSG                            | Léon Bertrand                              | RPR                            |
| Xe          | Christiane Taubira                                 | OL                             | Léon Bertrand                              | RPR                            |
| XIe         | Christiane Taubira                                 | OL                             | Léon Bertrand                              | RPR                            |
| XIIe        | Christiane Taubira                                 | OL                             | Léon Bertrand                              | UMP                            |
| XIIe        | Christiane Taubira                                 | OL                             | Juliana Rimane                             | UMP                            |
| XIIIe       | Christiane Taubira puis Audrey Marie (suppléante)  | OL                             | Chantal Berthelot                          | PSG                            |
| XIVe        | Gabriel Serville                                   | ASSE                           | Chantal Berthelot                          | PSG                            |
| XVe         | Gabriel Serville                                   | ASSE                           | Lénaïck Adam                               | LREM                           |
| XVIe        | Jean-Victor Castor (suppléante : Éline Jean-Émile) | ASM                            | Davy Rimane (suppléante Clarisse Da Silva) | Pou Lagwiyann Dékolé           |